# Жорж Ґрен
Жорж Ґрен (фр. Georges Grain, 20 жовтня 1948) — французький хокеїст на траві.
Учасник Олімпійських Ігор 1968, 1972 років.